# Pionier (Ziemie Odzyskane)

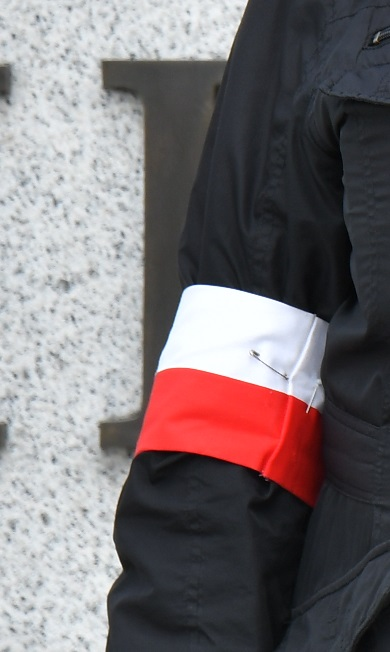
Powszechne wśród pionierów było noszenie biało-czerwonych opasek, które umożliwiały szybkie rozróżnienie Polaków od Niemców (ci drudzy zmuszani byli do noszenia opasek białych lub namalowanych swastyk na płaszczach)

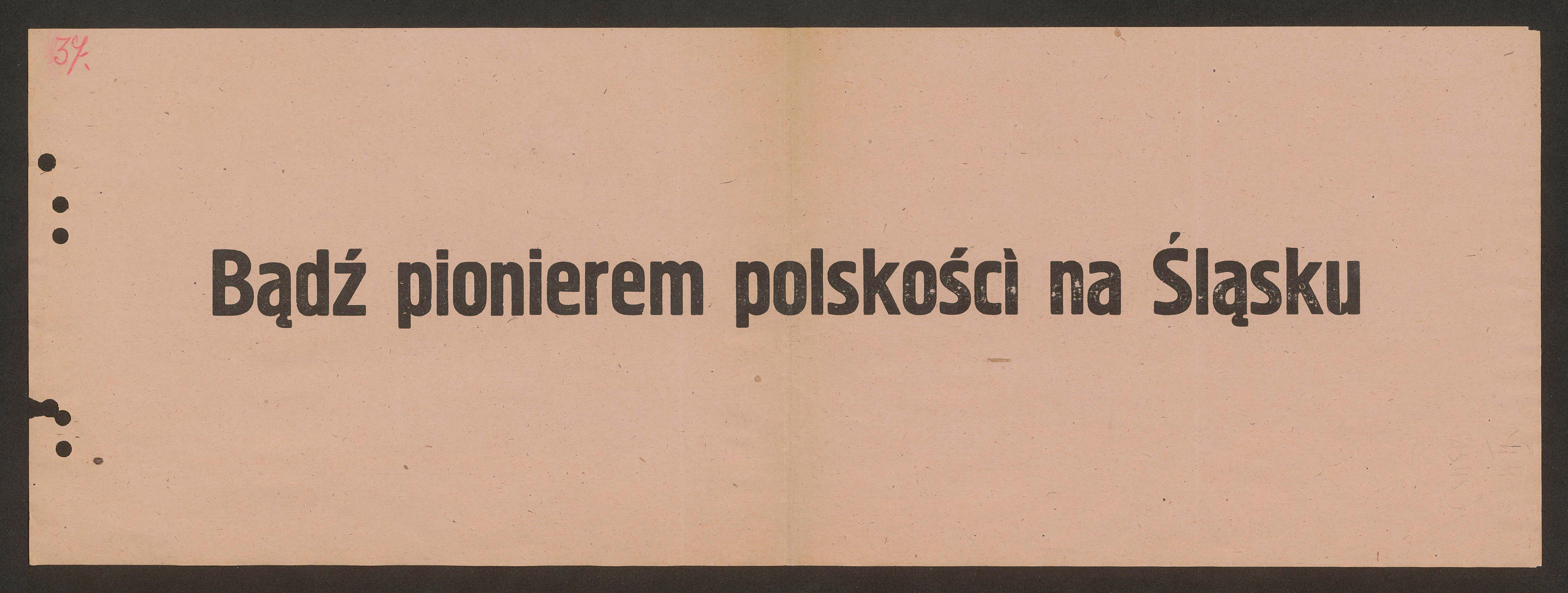
Propagandowy afisz zachęcający do zasiedlania śląskiej części Ziem Odzyskanych, ok. 1945 rok

Pionier – termin oznaczający osadnika, który zamieszkał na Ziemiach Odzyskanych w pierwszych latach powojennych. 

## Charakterystyka
Dzięki swojej pracy pionierzy przyczynili się w znacznej mierze do usunięcia szkód wojennych (odgruzowywanie miast), przywrócenia infrastruktury technicznej i społecznej Ziem Odzyskanych do użytku oraz polonizacji zastanej przestrzeni. Pionierami nazywano również grupy posyłane za zgodą PPR na nowe tereny w celu zbudowania tam polskich struktur administracyjnych oraz zorganizowania lokalnych jednostek sił bezpieczeństwa, niezbędnych do obrony ludności cywilnej przed szabrownikami, maruderami czy Werwolfem.
Historia pionierów wykorzystywana była w powojennej polityce historycznej do kreowania nowej tożsamości mieszkańców Ziem Odzyskanych. Powszechnie wśród ludzi tworzone były analogie między polskimi i amerykańskimi pionierami, którzy tak samo wyruszać mieli na niebezpieczne, nieznane oraz ogromne zachodnie terytoria w celu zdobycia ich i podporządkowania sobie, nieraz przy użyciu siły (z powodu tych porównań w potocznym obiegu funkcjonowała nazwa Polski Dziki Zachód). Tworzona w okresie PRL-u literatura opowiadająca o losach pionierów nazywana jest literaturą osadniczą, przesiedleńczą, migracyjną, repatriancką itp.

## Struktura ludnościowa pionierów
| Pochodzenie                                                                              | Szacunkowa liczba |
| ---------------------------------------------------------------------------------------- | ----------------- |
| Centralna Polska                                                                         | 2,5 mln           |
| Kresy Wschodnie                                                                          | 1,3 mln           |
| Europa zachodnia i południowa                                                            | 240 tys.          |
| Ukraińcy, Łemkowie i inni przesiedleni w ramach akcji „Wisła” (przynależność dyskusyjna) | 150 tys.          |

## Kinematografia
- O losach pionierów opowiada film komediowy Sami swoi, a także eastern Prawo i pięść.

## W mediach
Od określenia Pionier nazwę swoją wzięły wydawana na Dolnym Śląsku gazeta „Pionier” oraz publikowany na Zachodnim Pomorzu „Pionier Szczeciński”.

## Galeria

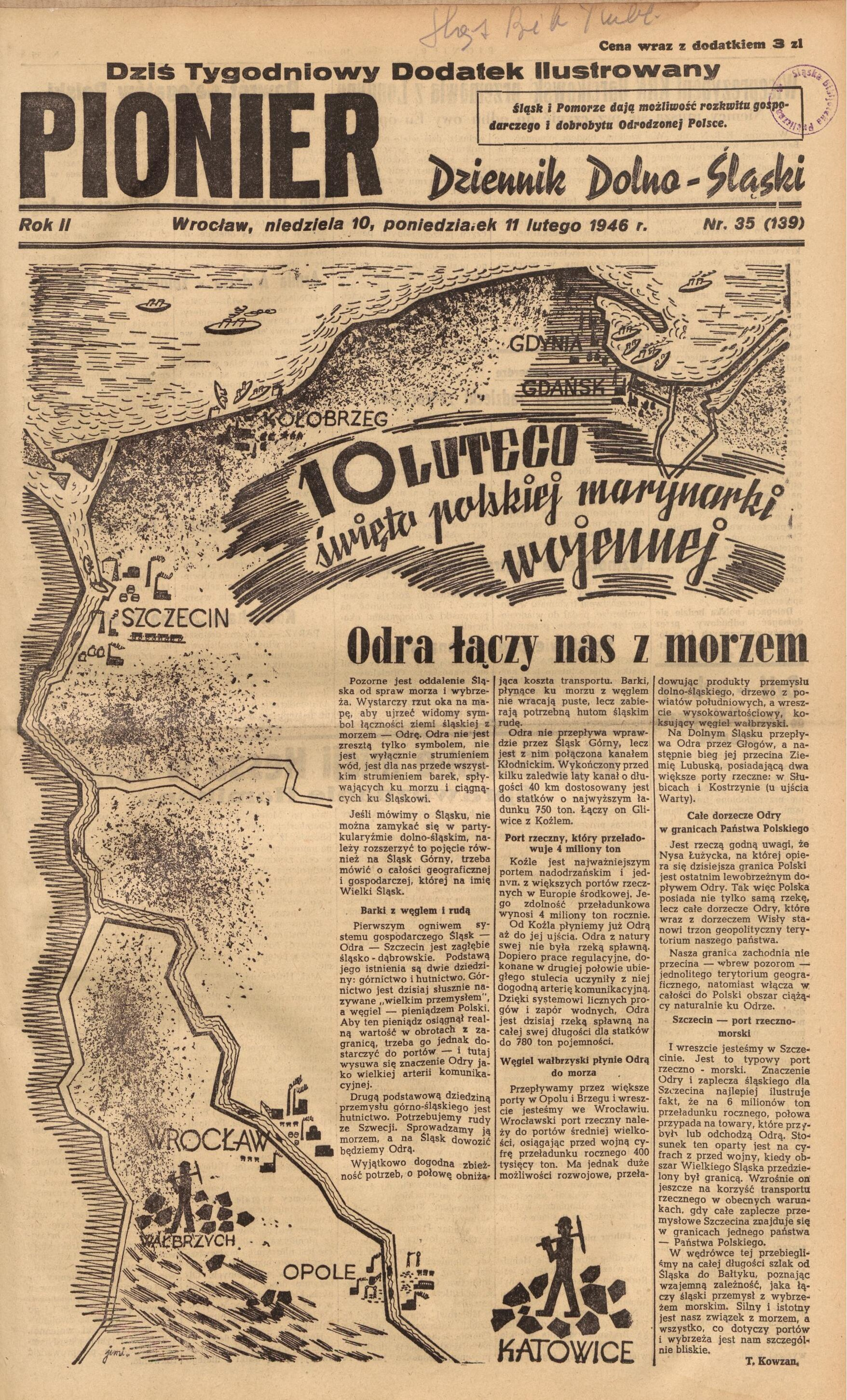
Dziennik Dolno-Śląski „Pionier”, R. 2, nr 35 (1946)
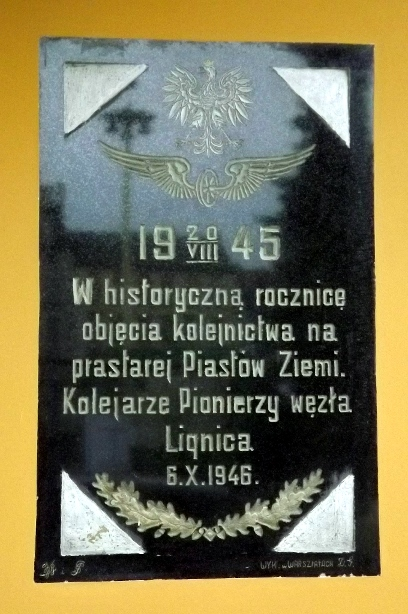
Tablica na dworcu kolejowym w Legnicy, umieszczona przez Kolejarzy - Pionierów miejscowego węzła kolejowego